# گربه‌ماهی رنگی‌پوش
گربه‌ماهی رنگی‌پوش (نام علمی: Ctenacis fehlmanni) نام یک گونه از تیره گربه‌ماهی‌های پشت‌باله است.